# Xenia umbellata
Xenia umbellata  es una especie de coral descrita por Jean-Baptiste Lamarck en 1816. Xenia umbellata está incluida en el género Xenia y en la familia Xeniidae. No se enumeran subespecies en el Catalogue of Life.

## Galería de imágenes

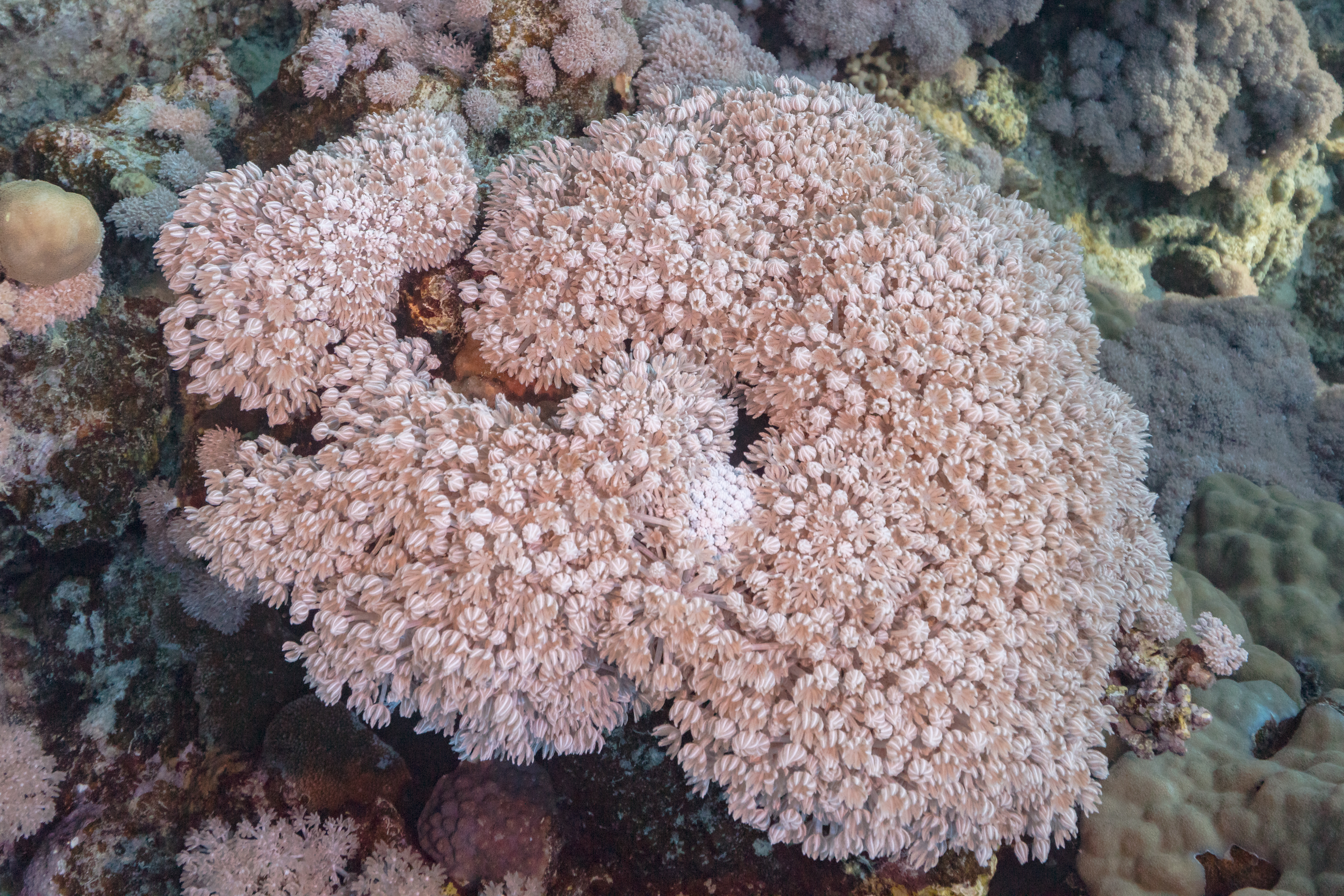
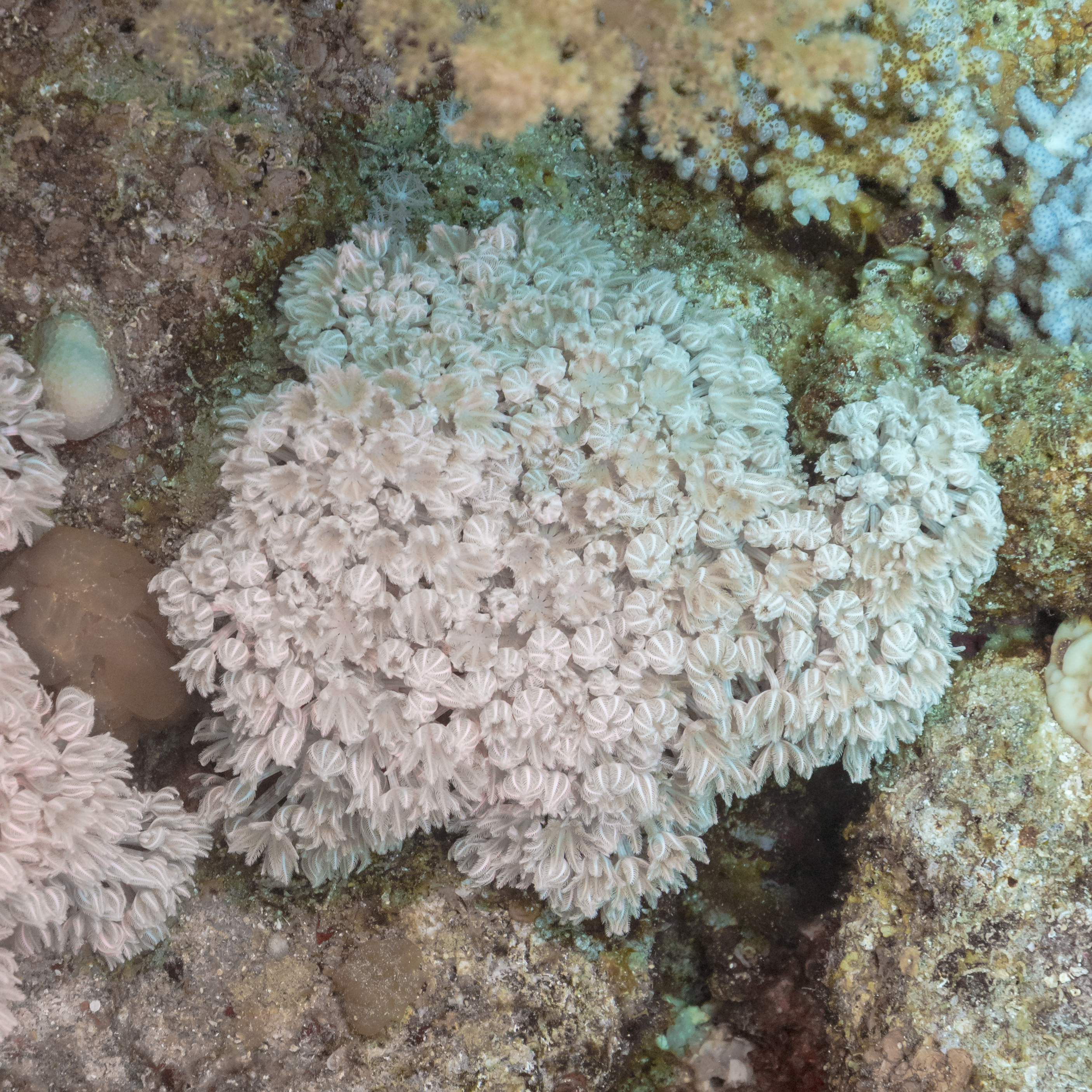
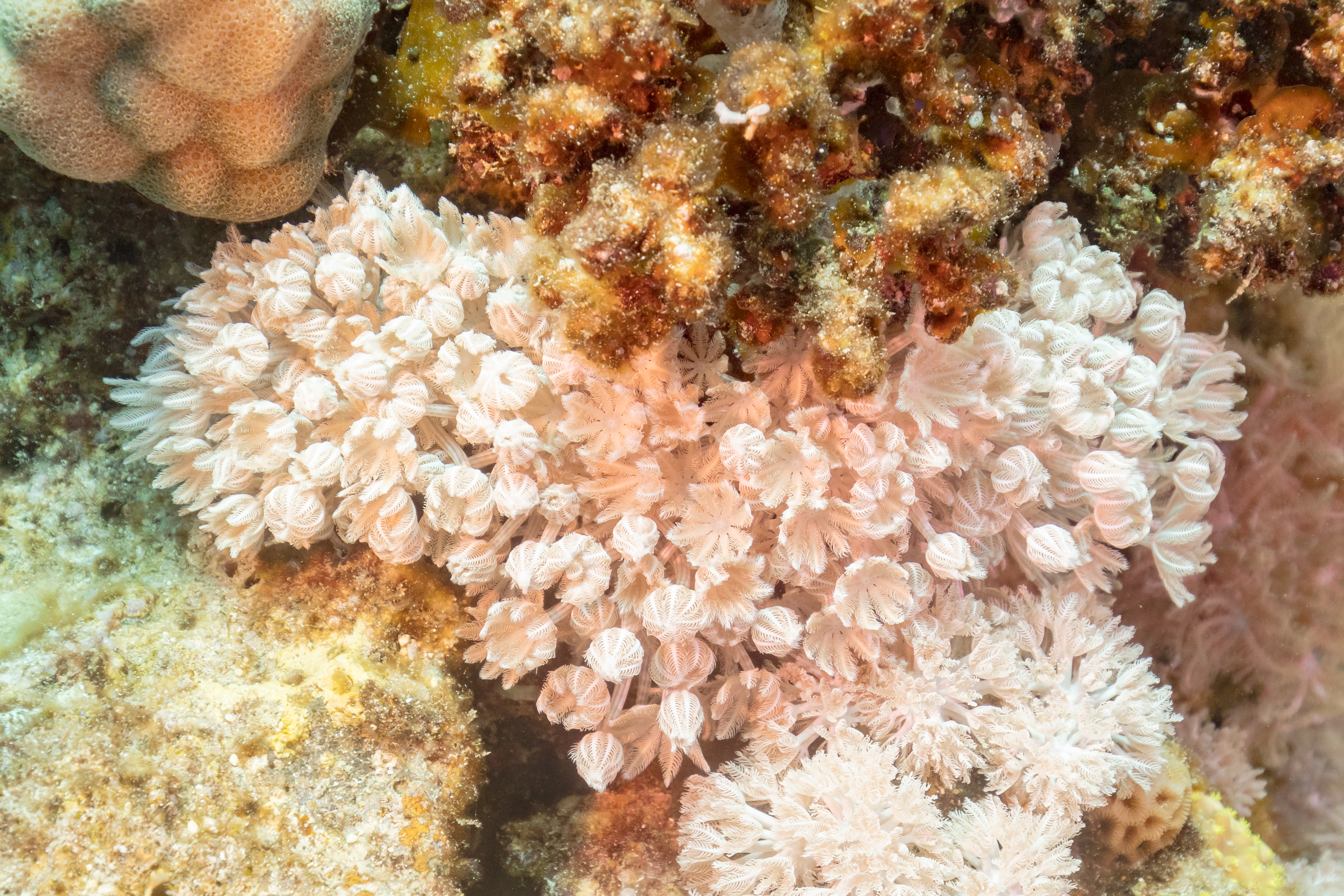
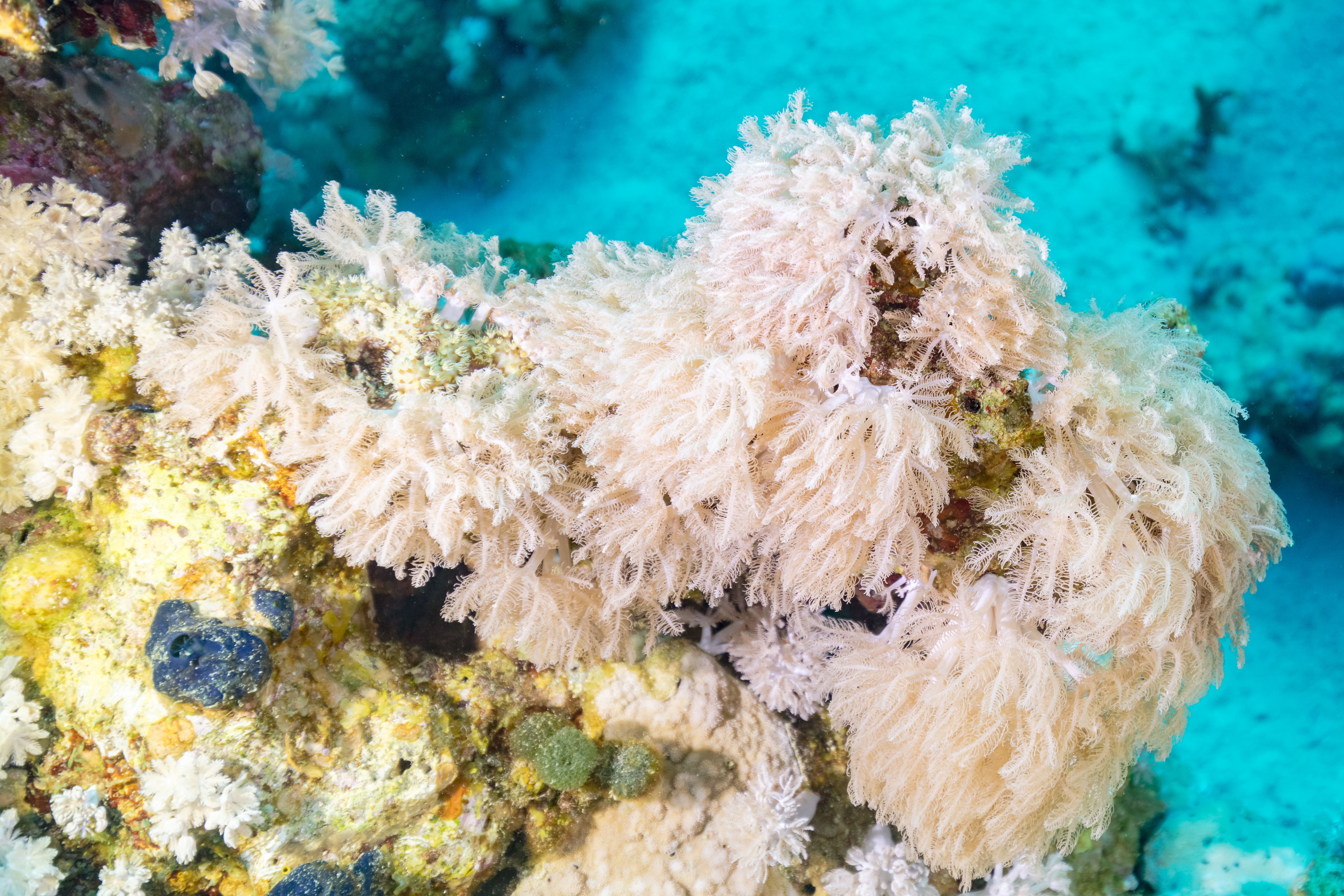
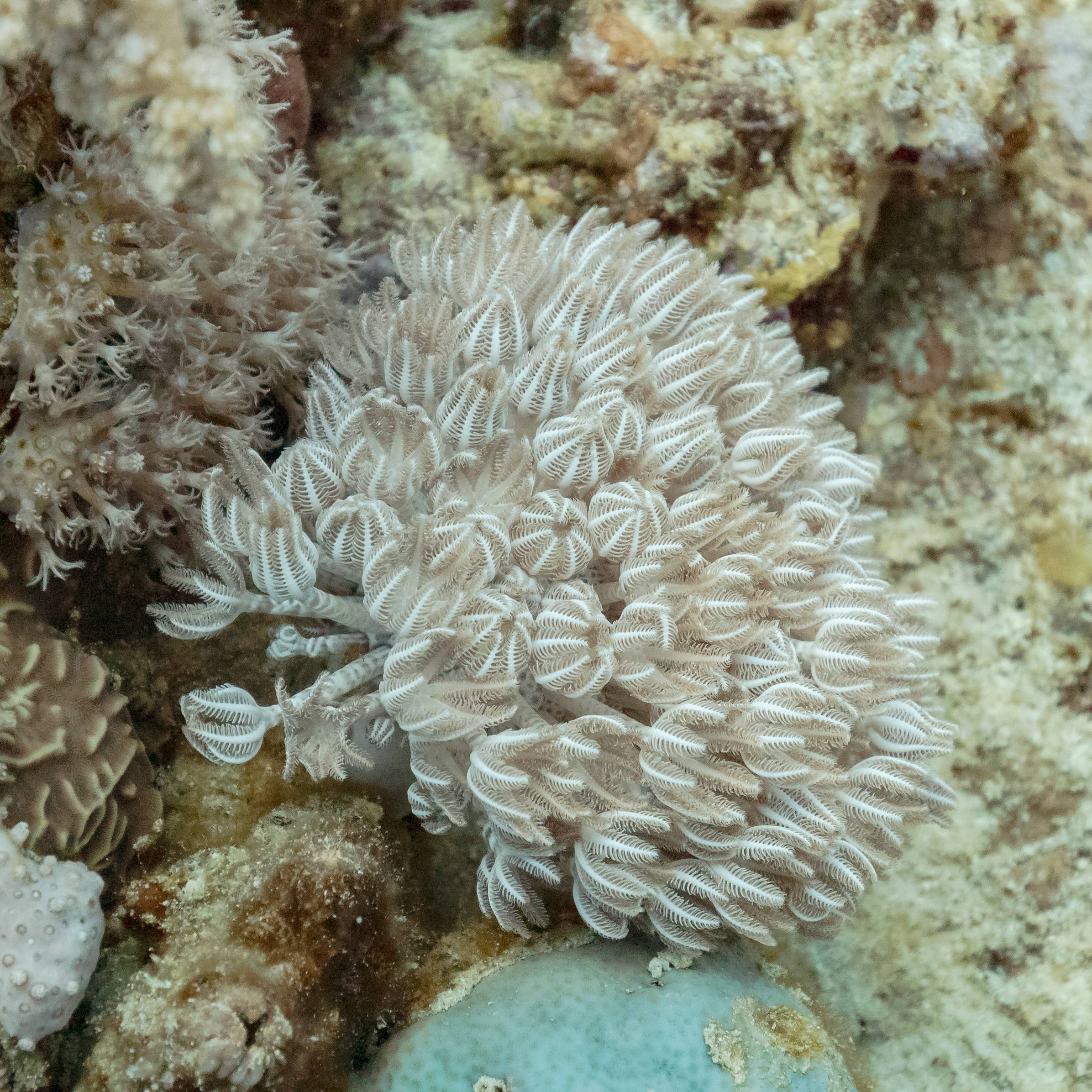
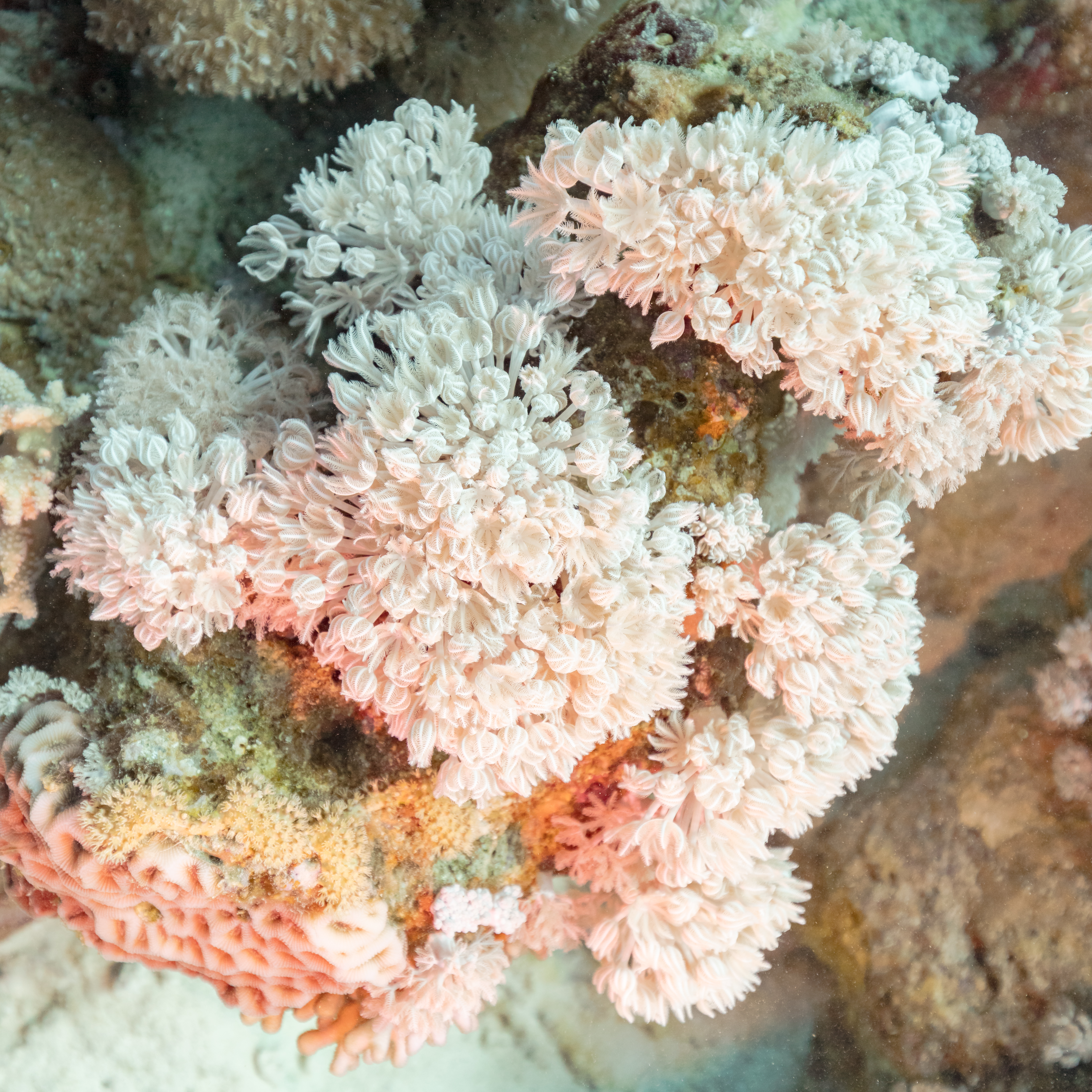